# یومی واتانابه
یومی واتانابه (ژاپنی: 渡邊 由美؛ زادهٔ ۲ ژوئیهٔ ۱۹۷۰) بازیکن فوتبال اهل ژاپن و عضو تیم ملی فوتبال زنان ژاپن است که در تاریخ ۱ ژوئن ۱۹۸۸ میلادی اولین بازی ملی‌اش را انجام داد. او در ۱۹ بازی ملی حضور داشت و آخرین بازی ملی خود را در تاریخ ۵ آوریل ۱۹۹۱ میلادی انجام داد. یومی واتانابه در بازی‌های ملی‌اش
۲ گل به ثمر رساند.